# Dekanat barciński
Dekanat barciński – dekanat w Archidiecezji gnieźnieńskiej, w którego skład wchodzi 11 parafii.

## Parafie
- Parafia św. Jakuba Większego w Barcinie
- Parafia św. Maksymiliana Marii Kolbego w Barcinie
- Parafia pw. NMP Różańcowej w Jabłówku
- Parafia Najświętszego Serca Pana Jezusa w Janikowie
- Parafia bł. Michała Kozala BM w Janikowie
- Parafia św. Jana Chrzciciela w Janikowie
- Parafia św. Urszuli Ledóchowskiej w Lubostroniu
- Parafia św. Bonawentury w Pakości
- Parafia Pana Jezusa Ukrzyżowanego i Matki Bożej Bolesnej w Pakości-Kalwaria
- Parafia Matki Bożej Częstochowskiej i św. Barbary w Piechcinie
- Parafia św. Bartłomieja Apostoła w Szczepanowie